# Port Royal Cays
Port Royal Cays – archipelag małych, głównie niezamieszkanych wysepek u południowych wybrzeży Jamajki, należący do tego państwa. Ułożony jest w kształt atolu o powierzchni ok. 12 km² i średnicy 4–5 km. Leżąca najbliżej wybrzeża wyspa Gun Cay znajduje się w odległości zaledwie 400 metrów od głównego brzegu. Wyspy leżą w pobliżu dawnej stolicy Jamajki Port Royal, skąd biorą swą nazwę. Administracyjnie należą do regionu Kingston.
Wyspy to, zaczynając od północy i idąc zgodnie z ruchem wskazówek zegara:
1. Gun Cay (najbardziej północna)
2. Lime Cay (największa – 2 ha; o długości 380 m i szerokości do 80 m; częściowo lesista, częściowo piaskowo-koralowa; na zachodnim brzegu altana mieszkalna)
3. Maiden Cay
4. Southeast Cay (najbardziej wschodnia)
5. South Cay (niemal połączona z South Cay Rock)
6. South Cay Rock (bez organizmów żywych, najbardziej południowa)
7. Drunkenmans Cay (najbardziej zachodnia)
8. Rackhams Cay (najmniejsza)